# سیندی جانسون
سیندی جانسون (انگلیسی: Cindy A. Johnson؛ زادهٔ ۱۹۵۹) بازیکن بسکتبال اهل ایالات متحده آمریکا بود.